# 8482 Wayneolm
8482 Wayneolm eller 1988 RA11 är en asteroid i huvudbältet som upptäcktes den 14 september 1988 av den amerikanska astronomen Schelte J. Bus vid Cerro Tololo. Den är uppkallad efter Wayne Olm.
Asteroiden har en diameter på ungefär 14 kilometer.